# 乌达 (食物)

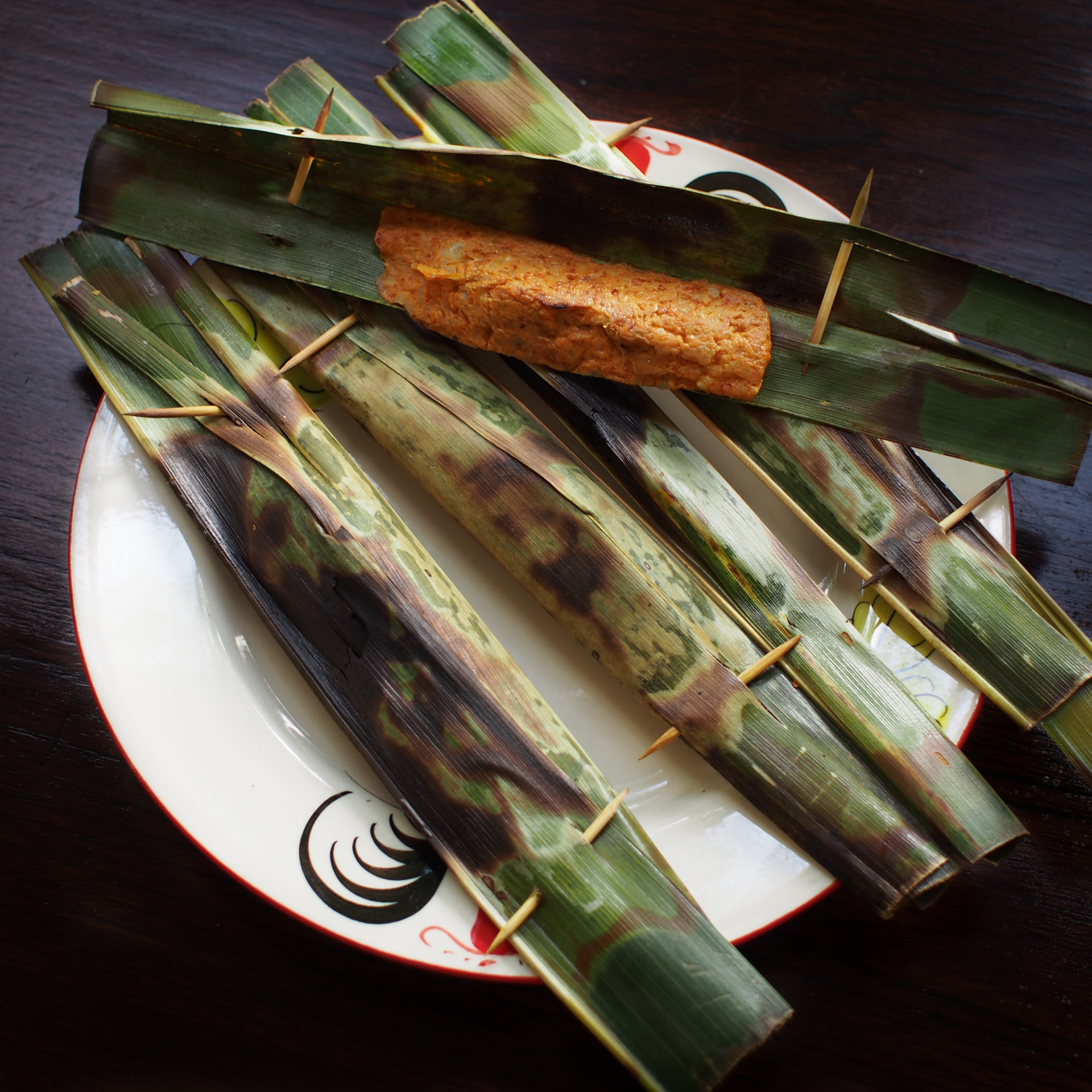
馬來西亞的烏達

烏達也稱烏打，是一種以魚肉泥與各種香料混合，放進香蕉葉或亞答葉包裹後拿去炊蒸或烘烤的食品，在東南亞一帶常見，也是馬來西亞柔佛州麻坡的代表性美食。在馬來文意指「腦」，在印尼一帶的烏達多以灰白色為主，看起來像人腦，因此被稱為，馬來西亞和新加坡一帶的烏達因混合了辣椒、巴拉盞、黃薑粉等香料，是呈橘紅色的，且大多使用亞答葉來包裹。

## 歷史來源

### 印尼

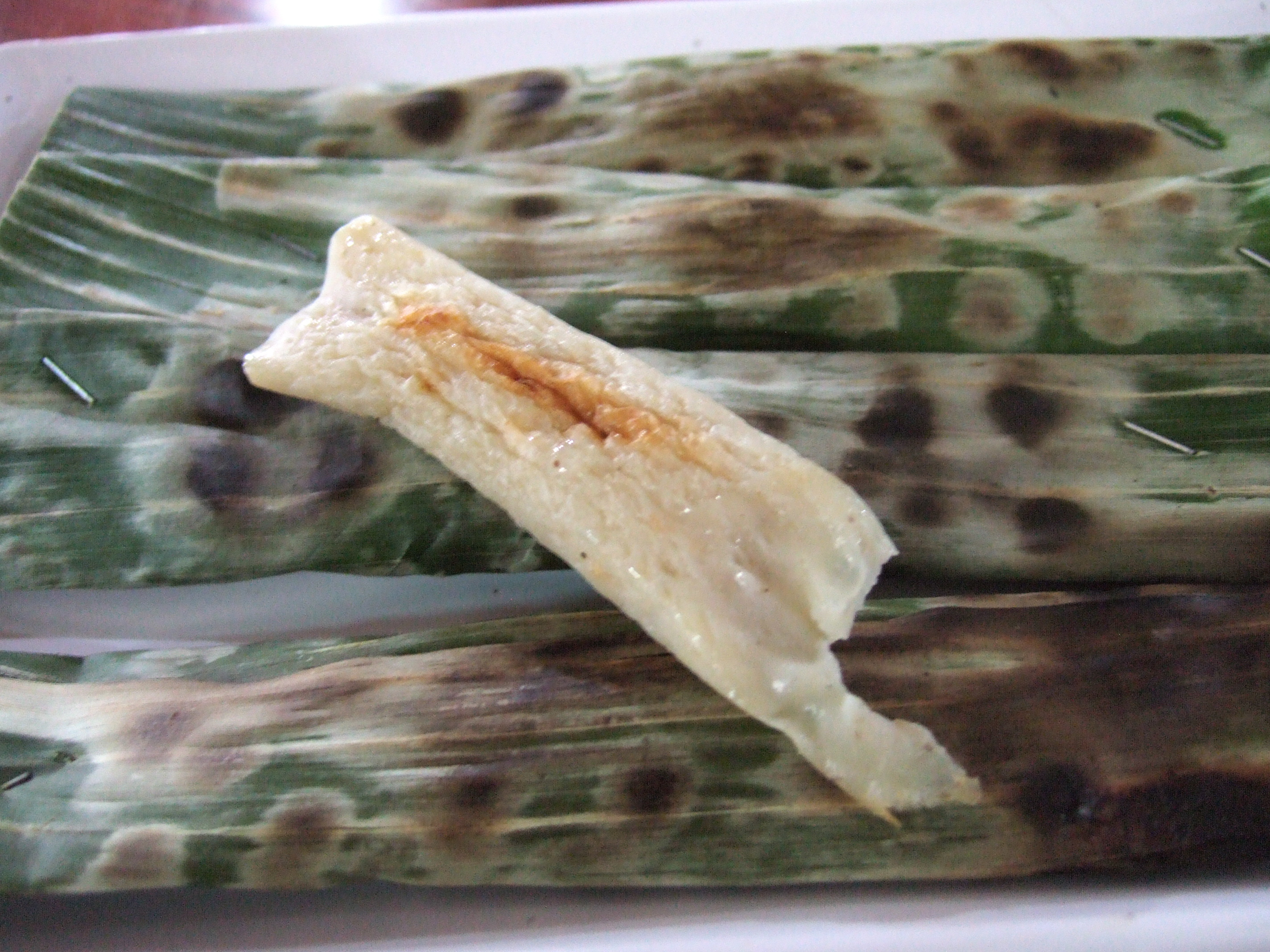
在雅加達一帶販售的烏達

烏達起源自印尼蘇門答臘的巨港（Palembang），隨著當地人的離散遷移，以及商貿人士帶往他處，使得這種小吃流傳在東南亞一帶，也隨著不同地方的種族文化，而延伸出不同種類的烏達及吃法。印尼的烏達多摻雜了巴拉盞、椰漿及木薯粉，以香蕉葉包裹成長條狀，再放進炭火裡燒烤，因此烏達呈現灰白色，看起來類似人腦。在巨港，烏達是搭配亞參辣醬來吃；雅加達則搭配類似沙爹的花生辣醬；望加錫人則是搭配混有巴拉盞的辣醬或醬油來使用。

### 馬來西亞
烏達流傳自馬來半島沿海後，也隨著不同種族內化成進自身的飲食文化，發展出不同派別的烏達。馬來西亞烏達與印尼烏達最大的不同是混合了辣椒、巴拉盞、黃薑粉等香料，因此呈現橘紅色，加上多種香料的混合，使得烏達已帶有一定的咸味和辣味，當地人在享用這道美食時，是不會蘸點任何醬料。在北馬檳城娘惹式的烏達，被當地人稱為“鯉魚包”，把魚肉泥和塊混合各種香料肉，放入香蕉葉裡，包裹成類似粽子的形狀，再拿去炊蒸，與泰國的魚荷和柬埔寨的Amok類似，在登嘉樓一帶，也有類似的食品，稱為Satar。

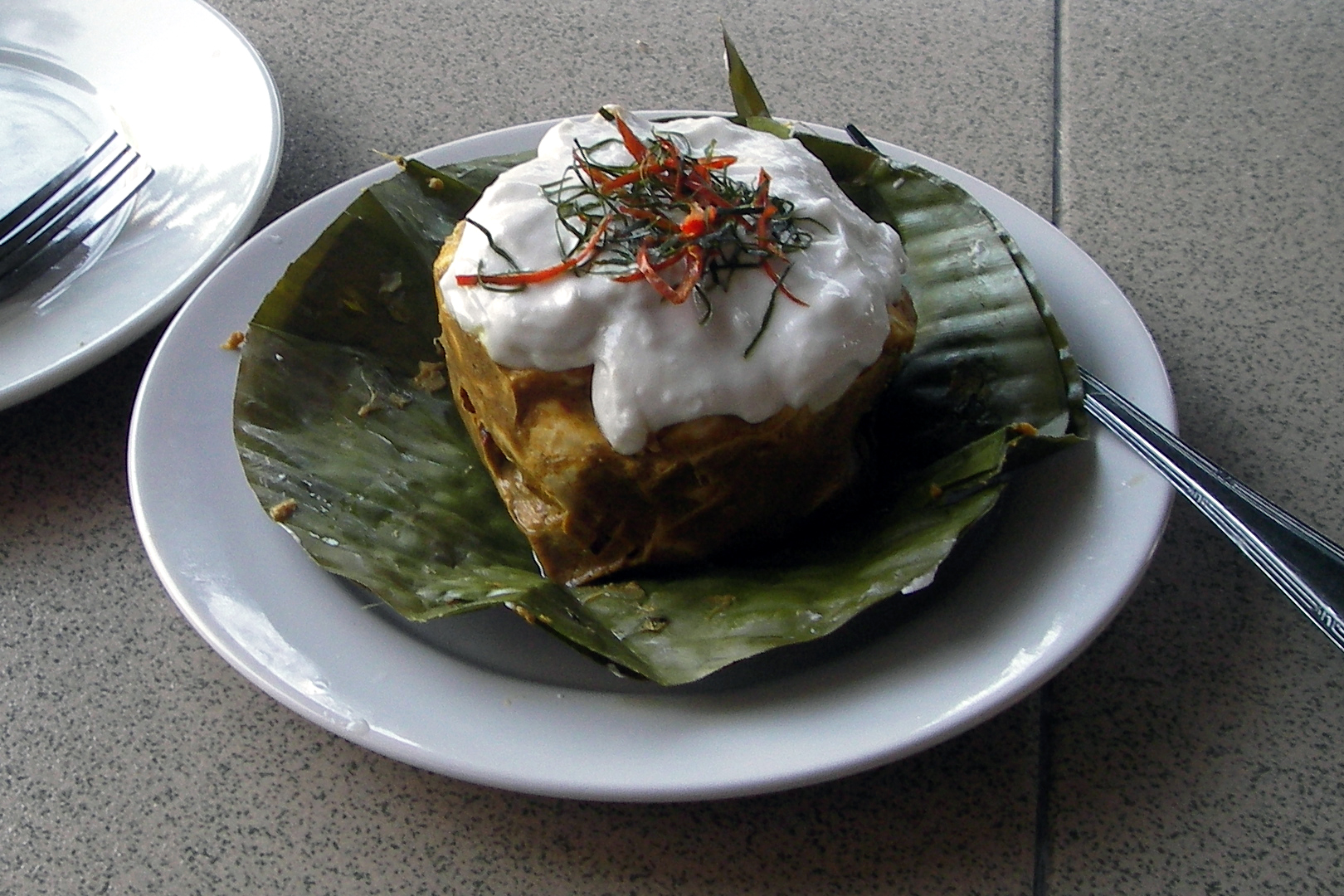
流傳於柬埔寨的Amok

麻坡的烏達是由當地的潮州籍華人在戰前時期開始販賣，據說早期麻坡烏達的產生為當地漁商為解決賣剩的漁獲，混合娘惹善用的各式香料，將魚肉絞碎加入黃薑粉、咖哩粉、辣椒、椰漿等香料，為了便於放進籃子叫賣，而使用亞答葉將肉餡包裹再放在炭火上燒烤。華人開始把麻坡烏達打出名堂後，馬來人便開始學習，繼而成為馬來西亞和新加坡烏達的主流形式。後來當地出現越來越多烏達製造商，為了爭取更多的生意，從早前預先烤好放進竹籃裡叫賣的方式演變成在攤子上現烤現賣，同時為方便旅客帶回家食用，而研發出方便攜帶及冷藏的盒裝烏達。